# HD 23079 b
HD 23079 b (بالإنجليزية: HD 23079 b)‏ الذي يرمز له بالرمز HD 23079b، هو كوكب خارج المجموعة الشمسية، في كوكبة الشبكة (كوكبة)، يتبع HD 23079 ‏.

## الاكتشاف
اكتشف في 30 سبتمبر 2001، وكانت طريقة الاكتشاف دوبلر الطيفي.